# Иоганн (король Саксонии)
Иоганн (полное имя нем. Johann Nepomuk Maria Joseph Anton Xaver Vincenz Aloys Franz de Paula Stanislaus Bernhard Paul Felix Damasus; 12 декабря 1801[…], Дрезден — 29 октября 1873[…], Пильниц) — король Саксонии в 1854—1873 годах.

## Биография

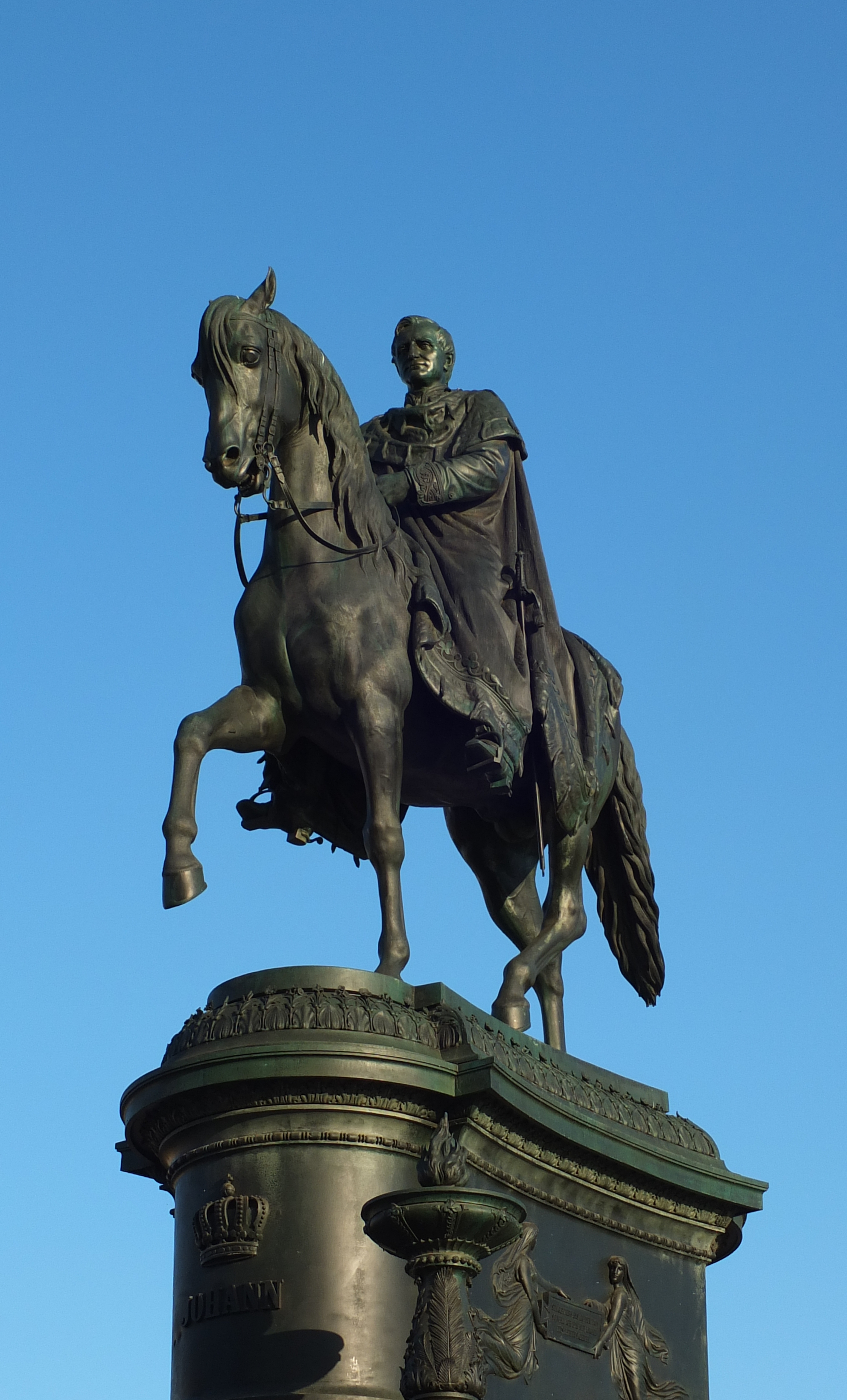
памятник в Дрездене

Младший сын принца Максимилиана и принцессы Каролины Пармской.
Получил прекрасное образование. В 1823 году Иоганн поступил в тайную финансовую коллегию, в то же время серьёзно занимаясь литературой. В 1828 году, под псевдонимом Philalethes («Любитель истины» с греческого), он опубликовал стихотворный перевод первых 10 песен Данте Алигьери «Ад», а к 1849 году закончил перевод всей «Божественной Комедии» (издания 1849, 1865; дешёвые издания 1868, 1871, 1877, 1891).
В 1831 году стал членом саксонской первой палаты; саксонская конституция того же года частично была составлена им. На основании его рукописных заметок написано сочинение Falkenstein’a, «Johann, König v. Sachsen» (Дрезд., 1878), и его же статья в «Allgemeine Deutsche Biographie» (т. XIV).
5 апреля 1840 года был награждён орденом Св. Андрея Первозванного.

## Правление
В 1854 году, после смерти брата, короля Фридриха Августа II, Иоганн вступил на престол.
До 1866 года он был на стороне Германского союза, за реформу которого, в духе австрийских предложений, он усердно ратовал на съезде глав государств во Франкфурте-на-Майне (1863 год; Германия). Выступая под влиянием его министра Бёйста за великонемецкое решение государственного объединения (включение Австрии в состав будущей «Великой Германии»), Саксония выступила в 1866 году в австро-прусской войне на стороне Австрии. Войсками Саксонии командовал сын Иоганна принц Альберт. После поражения в битве при Садовой Саксония присоединилась, наконец, к Северогерманскому союзу, а в 1871 году к Германской империи, возглавляемой прусским королём и Бисмарком.

## Семья

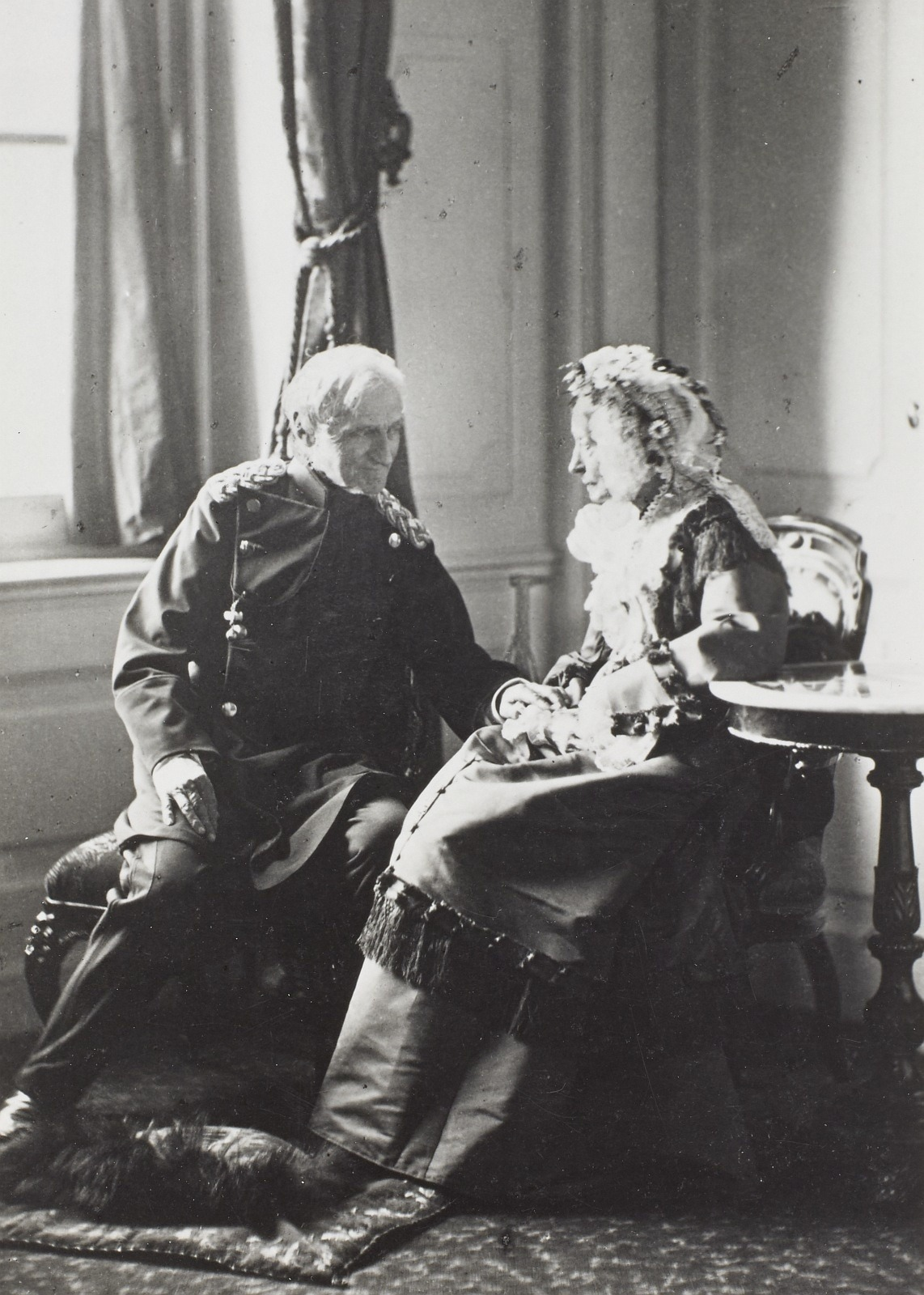
Иоганн и королева Амалия, 1872

21 ноября 1822 года в Дрездене Иоганн женился на Амалии Августе Баварской (1801—1877), дочери короля Баварии Максимилиана I.
Их дети:
- Мария Августа (1827—1857),

Саксонский союзный талер 1866 г. с портретом короля Иоганна

- Альберт (1828—1902), король Саксонии в 1873—1902;
- Елизавета (1830—1912), супруга Фердинанда Савойского, герцога Генуи, во втором браке с Николо, маркизом Рапалло;
- Эрнст (1831—1847),
- Георг (1832—1904), король Саксонии в 1902—1904;
- Сидония (1834—1862),
- Анна (1836—1859), супруга Фердинанда IV Тосканского;
- Маргарита (1840—1858), супруга Карла Людвига, эрцгерцога Австрийского;
- София (1845—1867), супруга Карла Теодора Баварского.